# Лук талышский
Лук талышский (лат. Allium talyschense) — многолетнее травянистое растение, вид рода Лук (Allium) семейства Луковые (Alliaceae).

## Распространение и экология
В природе ареал вида охватывает Кавказ. Эндемик.
Произрастает на сухих скалистых местах.

## Ботаническое описание
Луковица яйцевидная, диаметром 0,75—1,5 см; наружные оболочки светло-бурые, почти кожистые, в верхней части расщеплённые на волокна; оболочки замещающей луковицы желтоватые. Луковички немногочисленные, мелкие, желтоватые, блестящие, почти гладкие. Стебель высотой 15—30 см, на треть одетый гладкими влагалищами листьев.
Листья в числе трёх—четырёх, шириной около 3 мм, не дудчатые, линейные, желобчатые, шероховатые, значительно короче стебля.
Чехол опадающий, немного короче зонтика. Зонтик коробочконосный, шаровидный или, реже, полушаровидный, густой, многоцветковый. Цветоножки почти  равные, в полтора—два раза длиннее околоцветника, при основании с прицветниками. Листочки широко-колокольчатого околоцветника почти белые, с грязно-пурпурной сильной жилкой, почти равные, очень шероховатые, длиной около 5 мм, наружные килеватые, по килю зазубренные, продолговато-ланцетные, внутренние продолговато-яйцевидные. Нити тычинок немного  короче листочков околоцветника, при основании между собой и с околоцветником сросшиеся, при основании ресничатые, наружные треугольно-ланцетные, внутренние трёхраздельные. Столбик не выдается из околоцветника.
Створки коробочки почти округлые, длиной около 4 мм.
Цветение в середине лета.

## Таксономия
Вид Лук талышский входит в род Лук (Allium) семейства Луковые (Alliaceae) порядка Спаржецветные (Asparagales).
|  |                                      |  |                                                             |                                                             |                   |  | ещё 24 семейства (согласно Системе APG II) | ещё 24 семейства (согласно Системе APG II) |                     |  |  |  | ещё более 870 видов |
|  |                                      |  |                                                             |                                                             |                   |  | ещё 24 семейства (согласно Системе APG II) | ещё 24 семейства (согласно Системе APG II) |                     |  |  |  | ещё более 870 видов |
|  |                                      |  |                                                             | порядок Спаржецветные                                       |                   |  |                                            |                                            | род Лук             |  |  |  |                     |
|  |                                      |  |                                                             | порядок Спаржецветные                                       |                   |  |                                            |                                            | род Лук             |  |  |  |                     |
|  | отдел Цветковые, или Покрытосеменные |  |                                                             |                                                             | семейство Луковые |  |                                            |                                            | вид Лук талышский   |  |  |  |                     |
|  | отдел Цветковые, или Покрытосеменные |  |                                                             |                                                             | семейство Луковые |  |                                            |                                            |                     |  |  |  |                     |
|  |                                      |  | ещё 44 порядка цветковых растений (согласно Системе APG II) | ещё 44 порядка цветковых растений (согласно Системе APG II) |                   |  |                                            | ещё около 300 родов                        | ещё около 300 родов |  |  |  |                     |
|  |                                      |  |                                                             | ещё 44 порядка цветковых растений (согласно Системе APG II) |                   |  |                                            |                                            | ещё около 300 родов |  |  |  |                     |